# جلال (اسم)
جلال هو اسم علم مذكر عربيّ مشتق من كلمة الجلالة وهي مُفردة تُشير إلى الله في الكتاب المقدس وكذَا في سفر المزامير، التراتيل إلى جانبِ القرآن. يحملُ العديد من المسيحيون العرب هذا الاسم إلى جانبِ المسلمين العرب الذي قد يكونُ اسمهم الشخصي أو حتى الاسم العائلي. بشكلٍ عام فإنّ هذا الاسم لهُ معاني عديدة بما في ذلكَ الكرامة، العظمة، الخير والمجد. بسببِ الفتوحات الإسلاميّة وتعايش المسلمين معَ عدد من الأديان فقد انتشرَ الاسم وصارَ معروفًا نوعًا ما في الدول الغربيّة ذات الأقليّة المُسلمة.

## الشخصيّات

### الأسماء
- جلال خوري (1933-2017): كاتب مسرحي وممثل هزلي لُبناني
- جلال مرعي (مواليد 1967): منتج أفلام كندي
- جلال منصور نور الدين (1944-2018) : شاعر
- جلال توفيق (ولد عام 1962): فنان ومخرج لبناني
- جلال الطالباني (ولد عام 1933): سياسي عراقي
- جلال آغا (1945-1995): ممثل هندي
- شاه جلال (1271-1346): باحث صوفي بنغالي
- جلال آل أحمد (1923-1969): كاتب ومفكر وناقد سياسي إيراني
- جلال أكبري (مواليد 1983): لاعب كرة القدم إيراني
- جلال حسيني (مواليد 1982): لاعب كرة القدم إيراني،
- جلال عبد الكريم (1865-1939): رجل أعمال هندي مشهور
- جلال طالبي (ولد عام 1942): لاعب كرة قدم إيراني
- جلال عبدالمحسن الطبطبائي:سياسي وأكاديمي كويتي.

### أسماء العائلة
- عائشة جلال: مؤرخة باكستانية-أمريكيّة
- فريدة جلال (ولد عام 1949): ممثلة هندية
- سيد محمود جلال (مواليد عام 1980): لاعب كرة قدم بحريني
- شوان جلال (مواليد 1983): حارس مرمى عراقي-بريطاني